# Millettia psilopetala
Millettia psilopetala är en ärtväxtart som beskrevs av Hermann August Theodor Harms. Millettia psilopetala ingår i släktet Millettia och familjen ärtväxter. Inga underarter finns listade i Catalogue of Life.